# Bombardowanie Chongqingu
Artykuł ten został zgłoszony do umieszczenia na stronie głównej w rubryce „Czy wiesz”.
Pomóż nam go sprawdzić: oceń zgłoszoną nominację.
Bombardowanie Chongqingu (chiń. trad. 重慶大轟炸, chiń. upr. 重庆大轰炸, jap. 重慶爆撃) – seria masowych bombardowań terrorystycznych prowadzonych przez komponenty lotnicze Cesarskiej Armii Japońskiej i Cesarskiej Marynarki Wojennej Japonii w okresie od 18 lutego 1938 do 19 grudnia 1944 roku. Chińskie siły powietrzne i jednostki artylerii przeciwlotniczej Narodowej Armii Rewolucyjnej broniły przez ten czas tymczasowej stolicy Chin, Chongqingu i innych miast w Syczuanie.
Według niepełnych danych statystycznych na Chongqing przeprowadzono łącznie 268 nalotów (według innego źródła 203) przy użyciu od kilkudziesięciu do ponad 150 bombowców w każdym nalocie. Kampania bombardowań miała prawdopodobnie na celu zastraszenie chińskiego rządu poprzez udowodnienie, że nawet jego tymczasowa, górska stolica znajduje się w zasięgu japońskiego lotnictwa lub była wstępem do zaplanowanej, lecz nigdy nie przeprowadzonej inwazji na Syczuan.

## Tło
Scentralizowane dowództwo Sił Powietrznych Republiki Chińskiej skupiło pod swoją komendą wiele samolotów i załóg byłych chińskich watażków, a także licznych lotników pochodzenia chińskiego i zagranicznego, którzy zgłosili się na ochotnika do służby w chińskich siłach powietrznych. Nominalnie nazywane Nacjonalistycznymi Siłami Powietrznymi Chin, na początku wojny z Japończykami w 1937 roku były wyposażone głównie w samoloty i systemy szkolenia produkcji amerykańskiej, a także z innych źródeł zagranicznych, w tym włoskich i japońskich instruktorów pilotażu. Przemysł lotniczy w Chinach praktycznie wówczas nie istniał, a do końca 1938 roku chińskie lotnictwo poniosło dotkliwe straty w bitwach o Szanghaj, Nankin, Taiyuan i Wuhan. Chińczycy odnaleźli nową nadzieję w chińsko-radzieckim pakcie o nieagresji z 1937 roku, a piloci chińskich sił powietrznych na początku 1938 roku niemal całkowicie przeszli na radzieckie samoloty myśliwsko-pościgowe Polikarpow I-15 oraz I-16. Oprócz kilku pozostałych jeszcze w służbie samolotów Curtiss Hawk III, które walczyły na pierwszej linii frontu od początku wojny chińsko-japońskiej w lecie 1937 roku, Chińczycy mieli również dostęp do kilku innych modeli samolotów myśliwskich, w tym paru sztuk myśliwców Dewoitine D.510 pozostałych po zlikwidowanej Francuskiej Grupie Ochotniczej (41. PS), która została rozwiązana w październiku 1938 roku z powodu trudności w walce z japońskim myśliwcem A5M. Podczas gdy chińskie zwycięstwo w bitwie o przełęcz Kunlun utrzymywało Drogę Birmańską wciąż otwartą, tak coraz szczelniejsza japońska blokada importu do Chin, szczególnie po odcięciu Chongqingu od morza po stracie Nanningu w bitwie o Południowy Guangxi oraz coraz bardziej realne widmo wybuchu wojny w Europie sprawiały, że do Chin przybywała ledwie cząstka potrzebnego im zaopatrzenia. W konsekwencji chińskie siły powietrzne musiały funkcjonować z coraz słabszą wydajnością lotu i problemami z konserwacją posiadanych myśliwców produkcji radzieckiej, spalających niskiej jakości paliwo 65-, 75-oktanowe w pierwszych kilku latach obrony Chongqingu i Chengdu, podczas gdy ogromne formacje japońskich samolotów korzystających z wielkiego postępu technologicznego i spalających paliwo 90+ oktanowe latały coraz szybciej i wyżej, prawie poza praktycznym pułapem przestarzałych chińskich samolotów myśliwskich. Dla porównania w tym samym czasie brytyjskie Królewskie Siły Powietrzne były zaopatrywane bezpośrednio przez własny przemysł lotniczy, jednocześnie korzystając z ogromnej poprawy prędkości, przyspieszenia i osiągów samolotów myśliwskich na dużych wysokościach dzięki przejściu ze standardowego paliwa 87-oktanowego na „tajną formułę 100-oktanową” w późniejszym okresie bitwy o Anglię .

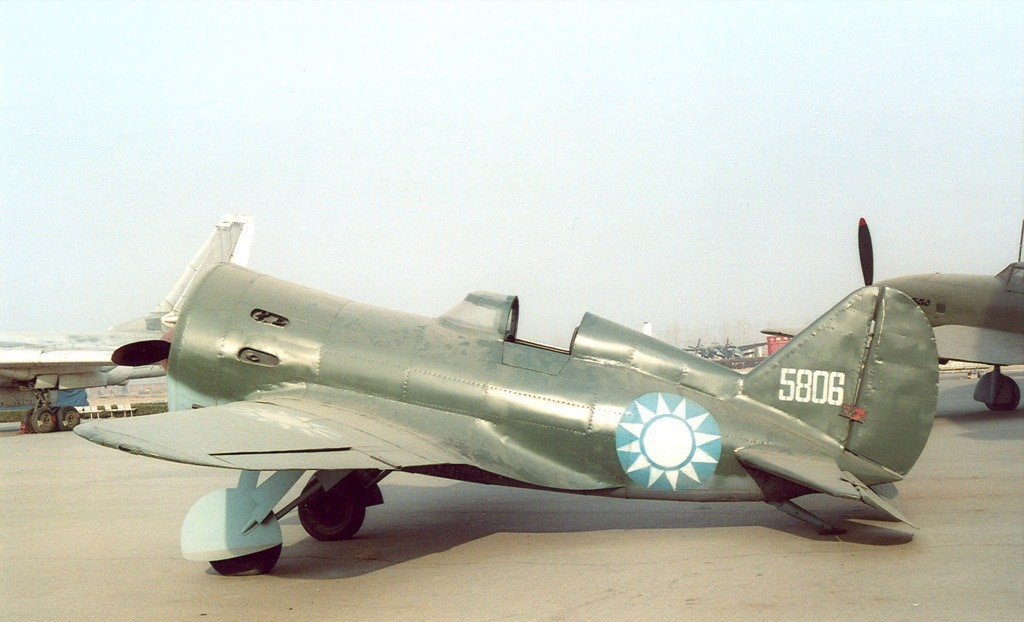
Zachowany myśliwiec I-16 Chińskich Sił Powietrznych w Chińskim Muzeum Lotnictwa

Główne i pomocnicze bazy lotnicze wykorzystywane przez chińskie siły powietrzne w sektorze obronnym Chongqingu i Chengdu obejmowały między innymi lotniska w Baishiyi, Fenghuangshanie, Guangyangba, Liangshanie, Shuangliu, Suiningu, Taipingsi, Wenjiangu i Xinjinie. W latach 1939–1942 wokół Chongqingu rozmieszczono 18 baterii artylerii przeciwlotniczej, nie licząc oddziałów przeciwlotniczych sił powietrznych przydzielonych specjalnie do obrony baz lotniczych.

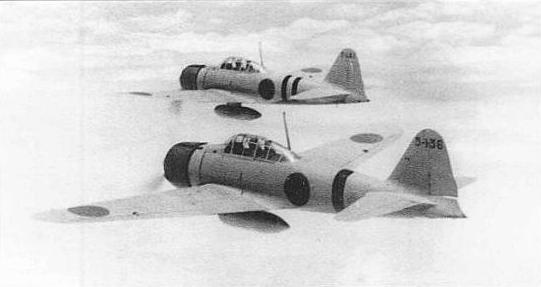
A6M „Zero”, nowoczesny japoński myśliwiec z 1940 roku

Kiedy na początku 1938 roku chiński rząd i siły zbrojne wycofały się z ówczesnej stolicy Chin, Nankinu i próbowały zatrzymać japońską ofensywę w nowych operacjach frontowych środkowych Chinach, siły powietrzne Cesarskiej Armii Japońskiej rozpoczęły nękanie głębokiego zaplecza przeciwnika uderzeniami rozpoznawczymi na spodziewaną nową stolicę w Chongqingu, podczas gdy lotnictwo Cesarskiej Marynarki Wojennej Japonii atakowało z impetem chińskie siły na linii frontu w nieoficjalnej „wojennej stolicy”, Wuhanie. Ataki rozpoznawcze na Chongqing rozpoczęły się 18 lutego 1938 roku i były kontynuowane sporadycznie z relatywnie niską intensywnością aż do rozpoczęcia operacji 100 3 maja 1939 roku, kiedy to opuszczone chińskie bazy lotnicze na nowo zdobytych terytoriach, szczególnie w prowincji Hubei, w tym w samym Wuhanie, pozwoliły Japończykom na przeniesienie do przodu własnych baz lotniczych i logistyki w celu prowadzenia długotrwałej kampanii skoordynowanych operacji uderzeniowych ciężkich bombowców japońskiej marynarki wojennej. Wprowadzenie do służby w 1940 roku myśliwca A6M „Zero”, najnowocześniejszego samolotu myśliwskiego produkowanego w tamtym czasie, zapewniło Japończykom praktycznie całkowite panowanie w powietrzu. Wsparcie Stanów Zjednoczonych dla Chin rozpoczęło się na dobre w 1941 roku po japońskiej inwazji na Indochiny Francuskie, wraz z embargiem na ropę i stal wobec Japonii, a w konsekwencji japońskim atakiem na Pearl Harbor. Począwszy od 1942 roku, beczki 100-oktanowej benzyny lotniczej zaczęły coraz częściej docierać do Chin przez himalajski most powietrzny znany jako „Garb” – przeznaczony głównie dla operacji Sił Powietrznych Armii Stanów Zjednoczonych – a chińskie siły powietrzne otrzymały nowe samoloty pościgowe P-43 Lancer, które teoretycznie, dzięki bardzo szybkim osiągom na dużych wysokościach i dobrej sile ognia czterech karabinów maszynowych Browning M2 kal. 12,7 mm, były sporym ulepszeniem, którego chińskie siły powietrzne w tamtym czasie potrzebowały, aby skutecznie walczyć z japońskimi najeźdźcami. Okazało się jednak, że maszyny te były wyjątkowo zawodne i mogły zabić więcej własnych pilotów niż wrogów, np. doświadczonego pilota i dowódcę 4 Grupy Pościgowej, mjr. Zhenga Shaoyu, którego P-43 zapalił się podczas lotu powrotnego z operacji bojowej i spadł na ziemię ze swoim pilotem.
Większość japońskich nalotów na Chongqing i inne cele w okolicach Syczuanu została przeprowadzona przez eskadry średnio-ciężkich bombowców, składających się z japońskich G3M, znanych pod alianckim kryptonimem „Nell” oraz Ki-21 „Sally”; wśród innych użytych bombowców znalazły się włoski Fiat BR.20 „Cicogna”, japoński Ki-48 „Lily” i B5N „Kate”. Zanim w połowie i pod koniec 1941 roku elitarne jednostki japońskiego lotnictwa morskiego zostały przeniesione z Chin na wojnę na Pacyfiku, podczas bombardowania Chongqingu przetestowano w boju następcę bombowca G3M – G4M „Betty” oraz bombowiec nurkujący Aichi D3A. Następnie w kolejnych latach, w miarę kontynuowania bombardowań Chongqingu, testowano nowsze konstrukcje, takie jak Ki-67 „Peggy”, Ki-49 „Helen” i P1Y „Frances”.

## Naloty

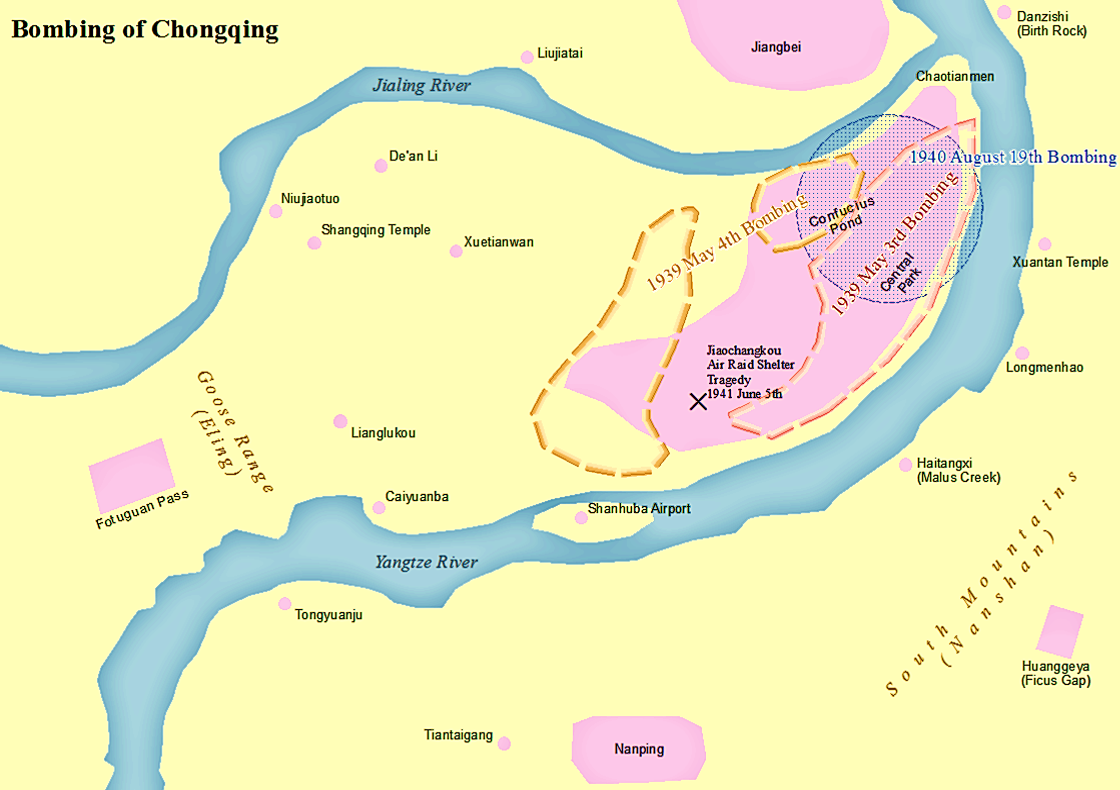
Obszar objęty bombardowaniami

W ciągu pierwszych dwóch dni operacji 100, kolejno 54 i 27 japońskich bombowców przeprowadziło naloty na Chongqing odpowiednio 3 i 4 maja 1939 roku, zrzucając w stosunku około 3:2 bomby odłamkowo-burzące Typ 98/25 (98 zrzuconych pierwszego dnia) i bomby zapalające Typ 98/7 (68 zrzuconych pierwszego dnia). W pierwszym nalocie zginęło prawie 700 mieszkańców, a 350 zostało rannych. Mjr Deng Mingde dowodził myśliwcami Polikarpowa z 22 Eskadry Pościgowej (z 4 Grupy Pościgowej) w starciu z japońskimi bombowcami 3 maja, zestrzeliwując siedem wrogich maszyn i tracąc przy tym dwóch pilotów, w tym swojego zastępcę, weterana Zhanga Mingshenga. Zhang próbował uratować uszkodzony samolot, ale ten stanął w płomieniach. Podczas skoku ze spadochronem w bezpieczne miejsce pilot doznał poważnych poparzeń. Następnie został zaatakowany przez miejscowych, którzy wzięli go za japońskiego lotnika, gdy leżał na ziemi, ledwo mogąc wydusić z siebie jakikolwiek dźwięk, by przekonać ich, że jest Chińczykiem. Został odnaleziony przez chińskie oddziały cztery godziny później, lecz zmarł następnego dnia w szpitalu w wyniku odniesionych ran.
Atak przed świtem 4 maja pochłonął znacznie więcej ofiar – ponad 3000 zabitych i prawie 2000 rannych, a ok. 200 000 osób zostało bez dachu nad głową. Chociaż zespół uderzeniowy był tym razem mniejszy i zrzucił mniej bomb, chińskie siły powietrzne nie przechwyciły bombowców, bo ich bazy lotnicze w regionie Chongqingu nie były jeszcze przygotowane do prowadzenia operacji nocnych. Dwa miesiące później, po dziesiątkach tysięcy chińskich ofiar cywilnych, w odwecie za bombardowania bombami zapalającymi, Stany Zjednoczone nałożyły embargo na eksport części samolotowych do Japonii, nakładając tym samym pierwszą sankcję ekonomiczną na ten kraj.
Japończycy zaczęli przeprowadzać więcej nocnych nalotów bombowych na Chongqing latem 1939 roku, starając się ograniczyć kontakt z wrogiem i straty w starciach z chińskimi myśliwcami; chińscy piloci rozpoczęli jednak nocne loty przechwytujące nad Chongqingiem, odnosząc pewne sukcesy w zestrzeliwaniu nocnych bombowców, stosując taktykę „samotnego wilka”, zastosowaną już podczas bitwy o Nankin dwa lata wcześniej (podobną do taktyki Wilde Sau, którą Luftwaffe zastosowała kilka lat później). Taktyka ta opierała się na koordynacji działań myśliwców z szeregiem ręcznie obsługiwanych naziemnych reflektorów oświetlających niebo i śledzących nadlatujące bombowce, które następnie były atakowane przez samotnego pilota myśliwca; w ten sposób as myśliwski Liu Chi-Sheng zestrzelił japoński bombowiec w nocy 3 sierpnia 1939 roku, lecąc samotnie w myśliwcu I-15bis podczas nocnego lotu przechwytującego nad Chongqingiem, powiększając tym samym swoje konto po kilku innych zestrzeleniach, które zdobył w obronie Chongqingu. Następnej nocy kpt. Cen Zeliu również zaliczył nocne zestrzelenie bombowca, pilotując I-1. 5bis.

Japońskie bombowce pojawiały się nad Chongqingiem w księżycowe noce, gdy wyraźnie widziały główne punkty orientacyjne […] Od czasu do czasu, na rozkaz dowódcy formacji, wszystkie bombowce otwierały defensywny ostrzał [z broni pokładowej] w kierunku najbardziej narażonym na atak myśliwców. Pokaz był efektowny. Przypominał gigantyczną miotłę ognia przeczesującą rozgwieżdżone niebo

Do połowy 1940 roku bombowce japońskiej marynarki wojennej G3M Model 21, które stanowiły główny samolot pierwszych lat kampanii bombowej nad Chongqingiem i Chengdu, zostały w dużej mierze ograniczone do użycia jedynie w nocnych atakach bombowych, podczas gdy w dziennych nalotach zostały zastąpione nowymi i ulepszonymi modelami G3M 22/23, wyposażonymi w silniki Kinsei 51 spalające wysokooktanowe paliwo, co zwiększyło moc każdego z dwusilnikowych bombowców o 500 KM i bardzo ułatwiło strategię schnellbomber, znacznie górującą nad przestarzałymi chińskimi myśliwcami, które miały teraz problemy z nabraniem odpowiedniej prędkości i wysokości, aby wykonać choćby jeden przelot od czoła przeciwko szybkim nalotom bombowców lotnictwa japońskiej marynarki na wysokim pułapie, a tym samym były jeszcze bardziej podatne na silny ogień obronny formacji ciężkich bombowców.

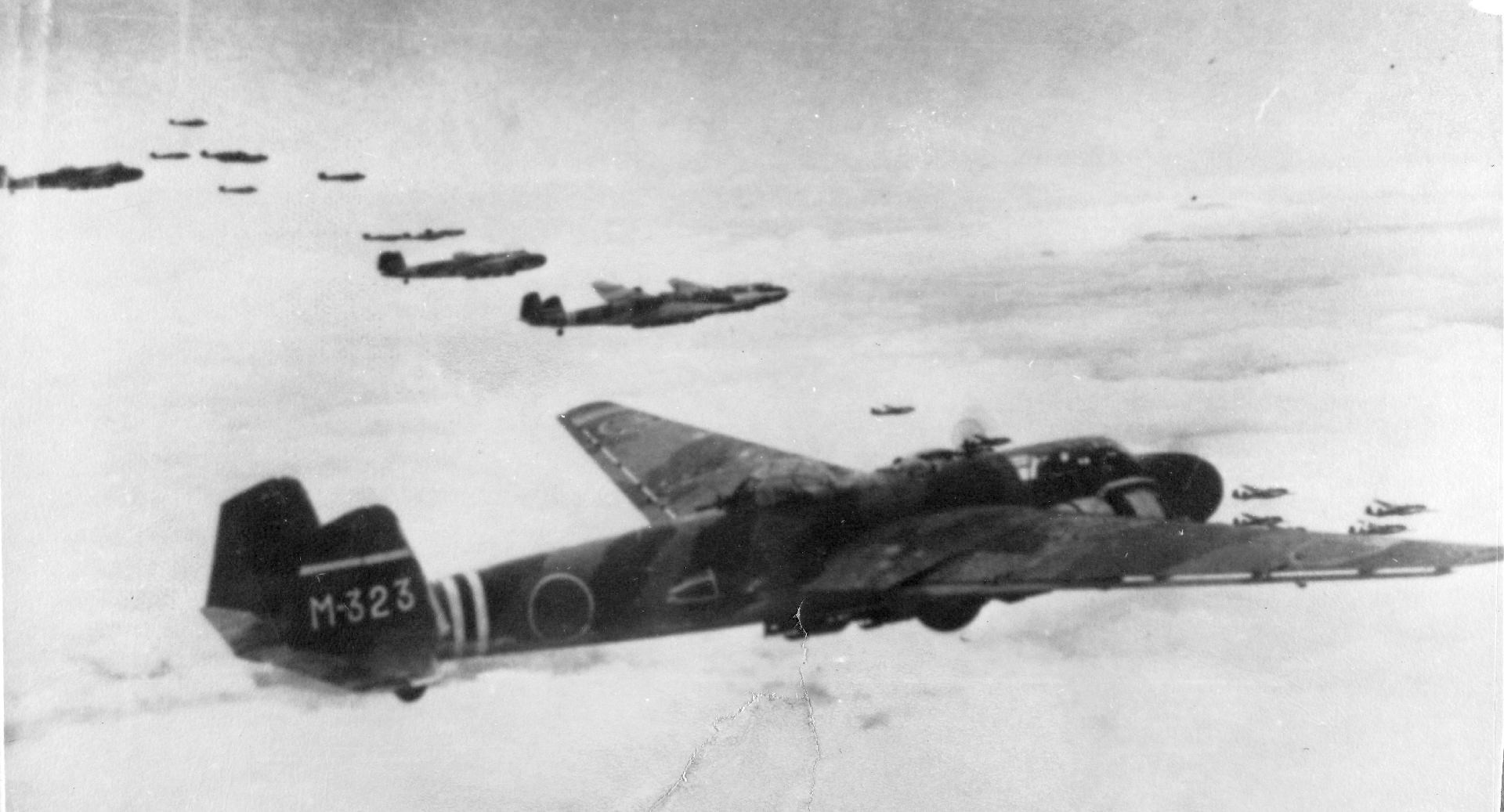
Znacznie ulepszony samolot lotnictwa japońskiej marynarki wojennej Typ 96/G3M Model 22 jeszcze bardziej osłabił siłę broniących się przestarzałych chińskich myśliwców i artylerii przeciwlotniczej

Również w połowie 1940 roku Japończycy zastosowali nową taktykę, aby odpierać ataki chińskich myśliwców. Chińska sieć wczesnego ostrzegania miała informować dywizjony myśliwskie, aby te poderwały swoje myśliwce w kierunku zbliżających się formacji japońskich bombowców (najlepiej z pewnym wyprzedzeniem, aby zdążyć osiągnąć odpowiednią wysokość przed spotkaniem przeciwnika). Były one jednak obserwowane przez szybkie samoloty rozpoznawczo-szturmowe japońskiej marynarki wojennej C5M (oznaczenie armii Ki-15) lecące na dużych wysokościach, które następnie przekazywały swoim bombowcom instrukcje przez radio, aby te oddaliły się, gdy chińskie myśliwce wzbijały się w górę na ich spotkanie; gdy zaś przeciwnik miał mało paliwa i wracał do bazy, zwiadowcy przekierowywali bombowce do ataku na chińskie myśliwce kołujące bezbronnie na ziemi. Chińczycy wkrótce złamali kod używany przez załogi C5M do przekazywania wiadomości formacjom bombowców, jednak już wcześniej chińscy piloci podjęli pewne środki zaradcze, m.in. błyskawiczne podniesienie pary I-16, które nie były na tyle szybkie, by przechwycić C5M w pościgu, ale wystarczająco szybkie, by zmusić zwiadowców do odwrotu. Jednocześnie wysyłano drugą eskadrę myśliwców przeciwko powracającym japońskim bombowcom, gdy pierwsza eskadra chińskich myśliwców przechwytujących powróciła, by rozproszyć się po mniejszych pomocniczych bazach lotniczych w celu uzupełnienia paliwa. Mimo to liczba udanych lotów przechwytujących przeciwko bombowcom japońskiej marynarki wojennej była nadal ograniczona, ponieważ Polikarpowy miały szczególne trudności w starciu z nowymi bombowcami Model 22/23 G3M.
20 maja 1940 roku nad wschodnim Chongqingiem 4 Grupa Pościgowa wyposażona w 10 myśliwców I-16 typu 17 uzbrojonych w działka SzWAK kal. 20 mm i mocniejsze silniki M-25V zestrzeliła C5M i trzy G3M za cenę dwóch własnych maszyn, które zostały wyłączone z akcji, ostrzelane ogniem obronnym japońskich bombowców i zmuszone do lądowania awaryjnego.

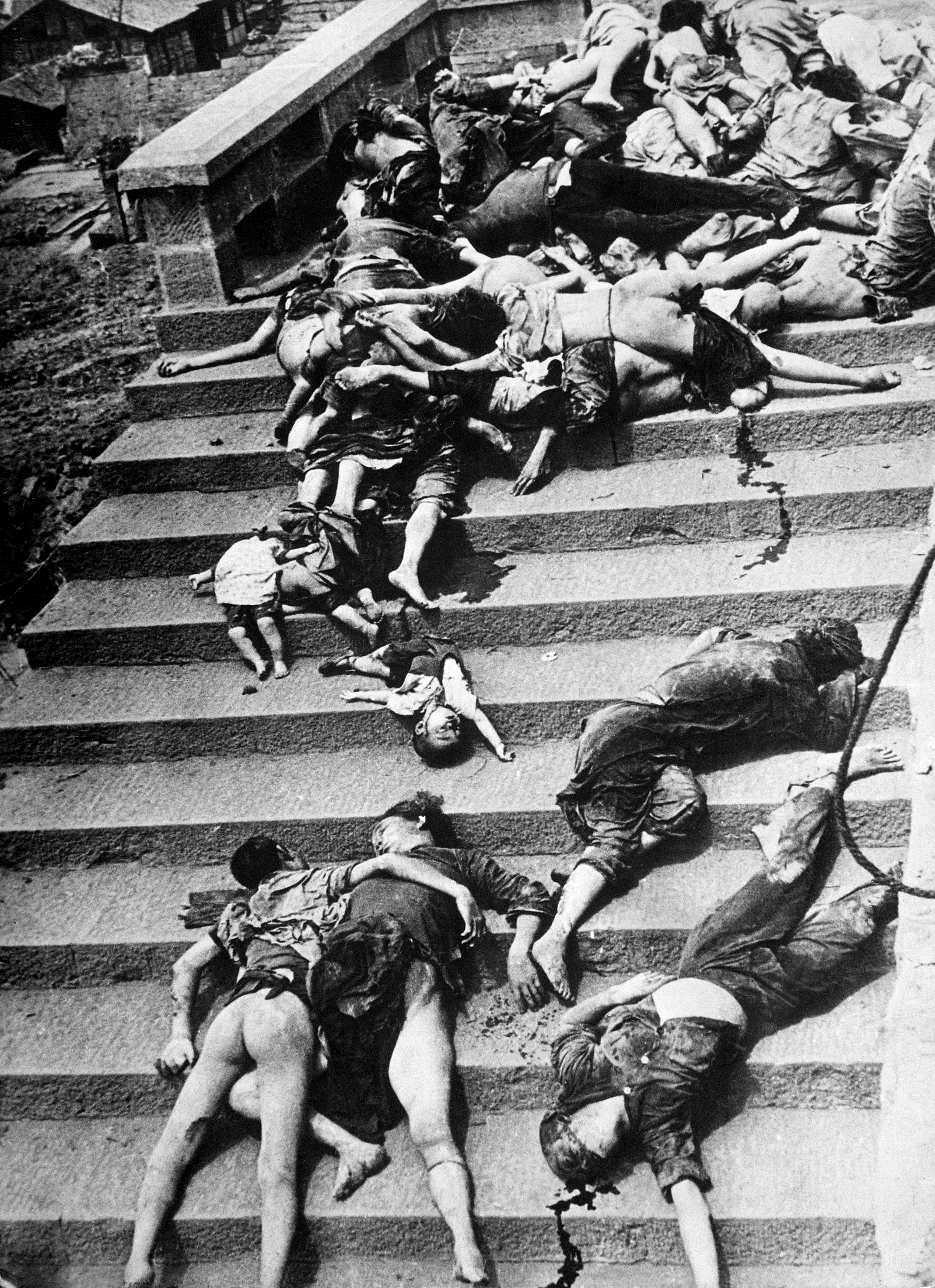
Ofiary paniki podczas japońskiego nalotu na Chongqing w 1941 roku

Japońskie naloty na Chongqing stawały się coraz bardziej intensywne i niszczycielskie, ponieważ „wspólne siły uderzeniowe” formacji bombowców Cesarskiej Armii Japońskiej i Cesarskiej Marynarki Wojennej Japonii zaczęły liczyć po 150–200 bombowców w każdym nalocie pod nowym kryptonimem „operacja 101”. Zmasowany ostrzał z karabinów maszynowych i działek bombowców był bardzo skuteczny w walce z powolnymi chińskimi myśliwcami, dodatkowo ograniczonymi przez spalanie niskiej jakości paliwa, z którego znaczna część pochodziła z Indochin Francuskich i była przetwarzana lokalnie. Ropa pochodziła z pól naftowych Yumen Laojunmiao w prowincji Gansu, które od lata 1939 roku produkowały 90% krajowej benzyny (250 000 ton) dla Chin w latach wojny.
Japończycy ostrzegli zagraniczne delegacje w Chongqingu, aby unikały strat w wyniku ich ataków, przemieszczając się do wcześniej wyznaczonych „bezpiecznych obszarów”, które miały być wyłączone z bombardowań; na dachu niemieckiej ambasady w Chongqingu umieszczono dużą flagę ze swastyką, ale mimo to dzielnica została trafiona japońskimi bombami.
Po klęsce Francji w wojnie z Niemcami w czerwcu 1940 roku, francuski rząd Vichy uległ żądaniom Japończyków zezwalając japońskim wojskom na przelot formacji bombowych nad ich terytorium w ramach nalotów na prowincję Junnan oraz stacjonowanie japońskich jednostek lotniczych w trzech bazach lotniczych we Francuskich Indochinach (obecnie Wietnam): w Phú Thọ, Gia Lâm i Lào Cai.

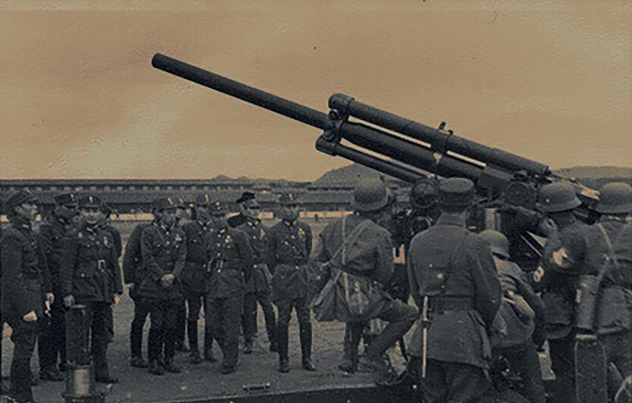
Oddział chińskiej obrony przeciwlotniczej z działem M1929

10, 12 i 16 czerwca 1940 roku Japończycy przeprowadzili masowe naloty na Chongqing, używając odpowiednio 129, 154 i 114 bombowców. Chińskie eskadry myśliwców I-15 i I-16 odparły te ataki, zestrzeliwując 13 bombowców, a także – co być może ważniejsze – zmuszając bombowce do robienia uników i tym samym chybienia celów. Istnieje wskaże teoria, że te naloty mogły być jedynie odwróceniem uwagi chińskich myśliwców od głównych celów Japończyków, jakimi były w tych dniach inne gęsto zaludnione i uprzemysłowione obszary, takie jak Ziliujing i Luxian. Chińczycy ponieśli poważny cios kilka tygodni później, w lipcu 1940 roku, kiedy Brytyjczycy ulegli japońskiej presji dyplomatycznej i zamknęli Drogę Birmańską, która była głównym szlakiem dostaw materiałów i paliwa dla Chin potrzebnych do obrony Chongqingu i Chengdu.
11 sierpnia 1940 roku dowódca 4 Grupy Pościgowej, mjr Zheng Shaoyu osobiście wybrał zespół złożony z pięciu najlepszych pilotów myśliwskich, w tym asa myśliwskiego, kpt. Liu Chi-Shenga i przyszłego asa por. Gao Youxina, aby w ramach eksperymentu zastosowali nową broń, która miała pomóc w rozproszeniu i atakowaniu potężnych formacji japońskich bombowców. Były to kasetowe bomby lotnicze opracowane przez instruktora lotów bojowych Yana Lei z Centralnej Akademii Sił Powietrznych w bazie lotniczej Wujiaba. O godzinie 13:56 tego dnia pojawiło się 90 bombowców G3M w dwóch falach, a zespół mjr. Zhenga, po solidnym szkoleniu w nowej technice walki, precyzyjnie manewrował wysoko nad zbliżającą się formacją bombowców, podczas gdy japońskie załogi lotnicze obserwowały nietypowe ruchy chińskich myśliwców, które wkrótce zrzuciły ładunki wybuchowe, a te opadły na spadochronach i zdetonowały zaledwie kilkaset metrów przed prowadzącymi bombowcami. Doprowadziło to do rozbicia formacji bombowców, po czym nastąpiły gwałtowne ataki chińskich myśliwców, których piloci, robiąc co tylko mogli przy ograniczonych osiągach i sile ognia Polikarpowów, zgłosili pięć zestrzeleń (potwierdzono dwa z nich) i uszkodzili wiele innych japońskich maszyn. Osiem chińskich myśliwców odniosło różnego stopnia uszkodzenia, a wraki dwóch japońskich bombowców odnaleziono później w Shichuxianie i Shuangqingu, przy czym trzech lotników z siedmioosobowej załogi jednego z bombowców zostało odnalezionych żywych i wziętych do niewoli.
Najnowocześniejsze japońskie myśliwce Mitsubishi A6M „Zero” zostały po raz pierwszy użyte bojowo właśnie podczas nalotów bombowych na Chongqing i Chengdu, a swój chrzest bojowy w walce powietrznej odbyły 13 września 1940 roku. 13 myśliwców „Zero” z 12 Pułku Kōkūtai dowodzonych przez por. Saburo Shindo, które eskortowały 27 bombowców G3M podczas nalotu na Chongqing, zostało wysłanych przeciwko 34 chińskim myśliwcom: w tym Polikarpowom I-15bis (dowodzonym przez mjr. Louie Yim-quna z 28 Pułku Lotniczego) i I-16 (dowodzonym przez kpt. Yang Mengjinga z 24 Pułku Lotniczego) oraz innym myśliwcom Polikarpow z 4 Pułku Lotniczego mjr. Zhenga Shaoyu. Bitwa trwała około pół godziny, w trakcie której Chińczykom zaczęło brakować paliwa i musieli przerwać atak; z odrobiną szczęścia udało im się uniknąć dalszego kontaktu ze znacznie szybszymi „Zero”. Wiele Polikarpów zostało uszkodzonych lub zestrzelonych (piloci „Zer” twierdzili, że zestrzelono „wszystkie 27 Polikarpowów”). Aż dziesięciu chińskich pilotów zginęło w tej nierównej walce, a ośmiu zostało rannych. Dużym osiągnięciem Chińczyków było już to, że mjr Zheng Shaoyu i por. Gao Youxin zdołali przez chwilę wsiąść na ogon dwóch „Zer”. Por. Gao zbliżył się na 50 metrów do jednego z nich i zgłosił zestrzelenie „Zera”. W rzeczywistości jednak tylko cztery „Zera” odniosły pewne uszkodzenia, a wszystkie 13 bezpiecznie powróciło do bazy w Wuhanie.

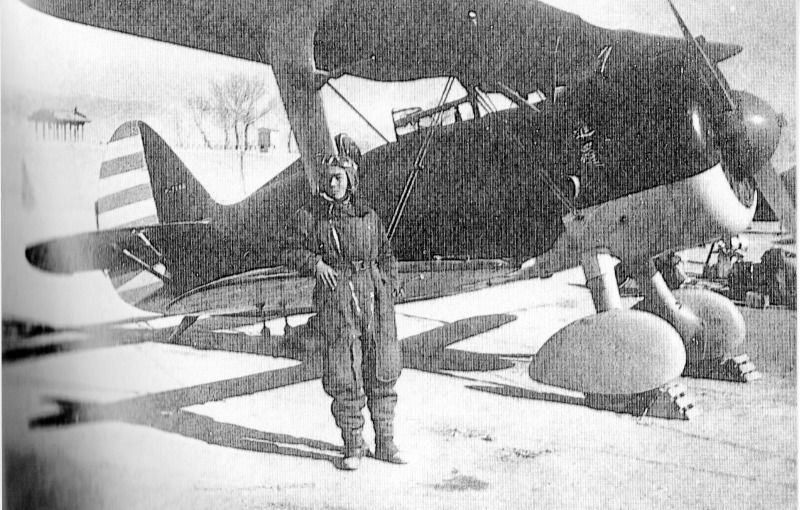
Pilot myśliwski Xu Jixiang z 5 Grupy Pościgowej pozujący przy I-15bis, samolocie, którym leciał w pierwszej walce powietrznej z A6M „Zero” 13 września 1940 roku, odpierając liczne ataki nowego myśliwca i cudem uchodząc z życiem. Xu dokonał osobistej zemsty 4 marca 1944 roku, zestrzeliwując A6M „Zero” nad japońską bazą lotniczą w Qiongshan na Hajnanie, pilotując amerykański P-40 Warhawk

Ponieważ i tak już rozpaczliwa sytuacja chińskiego lotnictwa stała się jeszcze gorsza z powodu nowych myśliwców „Zero”, z którymi Chińczycy na przestarzałych maszynach nie byli w stanie nawiązać równorzędnej walki, dowództwo chińskich sił powietrznych wydało biuletyn, w którym nakazało swoim pilotom unikanie starć z nowymi japońskimi myśliwcami. Jednakże chińscy piloci jeszcze wielokrotnie z odwagą stawili czoła „Zero”, w tym podczas kolejnej zakrojonej na szeroką skalę walki powietrznej nad Chengdu 14 marca 1941 roku, w której japońskie myśliwce „Zero” zastosowały nową taktykę, aby uniknąć błędów z bitwy z wielkiej bitwy powietrznej z 13 września 1940 roku. Intensywne starcie nad Chengdu było kolejnym tragicznym dniem w historii chińskich sił powietrznych, w którym zginęło ośmiu pilotów, w tym asy myśliwskie mjr John Huang Xinrui i kpt. Cen Zeliu wraz z młodym ppor. Lin Hengiem (młodszym bratem znanej architektki Phyllis Lin Huiyin).
W odpowiedzi na japońską inwazję na Indochiny Francuskie, Cesarstwo Japonii spotkało się ostatecznie z amerykańskim embargiem na stal i ropę naftową wprowadzonym latem 1941 roku oraz zamrożeniem japońskich aktywów.
5 czerwca 1941 roku, w trakcie narastającej brutalności nowej operacji bombowej 102, mającej ostatecznie zmusić Chińczyków do kapitulacji, Japończycy przeprowadzili ponad 20 lotów bojowych, bombardując miasto przez trzy godziny. Około 4000 mieszkańców, którzy ukryli się w tunelu, zmarło z powodu wyczerpania tlenu. Bieg wydarzeń w innych częściach świata również nie był korzystny dla Chińczyków. Wraz z wybuchem wojny między Związkiem Radzieckim a nazistowskimi Niemcami 22 czerwca 1941 roku upadły dążenia generalissimusa Czang Kaj-szeka do uzyskania większego wsparcia ze strony Amerykanów poprzez Ustawę Lend-Lease, która została rozszerzona na Chiny 6 maja 1941 roku, gdyż od teraz wszystkie nowe samoloty myśliwskie produkowane przez Stany Zjednoczone były kierowane na fronty walki z nazistowskimi Niemcami.
11 sierpnia 1941 roku, podczas ostatniej odnotowanej walki powietrznej między myśliwcami chińskich sił powietrznych a eskadrami „Zero” japońskiej marynarki wojennej przed wycofaniem wszystkich aktywnych eskadr „Zero” z Chin w ramach przygotowań do operacji Z (kryptonim ataku na Pearl Harbor), przyszłe japońskie asy myśliwskie Gitaro Miyazaki i Saburō Sakai byli częścią eskorty bombowców atakujących w ramach operacji 102 oraz nalotu myśliwskiego na chińskie bazy lotnicze pomiędzy Chongqingiem i Chengdu, gdzie natknęli się na chińskie myśliwce I-153 oraz I-16 w bazie lotniczej Wenjiang. Japończycy zestrzelili wszystkie chińskie maszyny, którym udało się wystartować oraz ostrzelali i unieruchomili na ziemi, które wciąż kołowały po pasach startowych. Sakai opisał, jak pięć „Zero” z trudem zestrzeliło ostatniego przeciwnika, który wciąż znajdował się w powietrzu i był absolutnym mistrzem akrobacji, wykonując beczkę, spiralę, pętlę i zwroty w pozornie niemożliwych manewrach […] niczym widmo. Sam Sakai zdołał zestrzelić zdolnego pilota dwupłatowego myśliwca dopiero wtedy, gdy ten został zmuszony do wykonania powolnej beczki podczas wznoszenia, próbując przelecieć nad szczytem wzgórza na zachód od Chengdu. Brzuch chińskiego myśliwca nagle wysunął się prosto pod celownik „Zero” Sakai, który wystrzelił wystrzelił serię pocisków, przebijając podłogę dwupłatowca i posyłając go w szeroki korkociąg zakończony eksplozją po uderzeniu w zbocze.

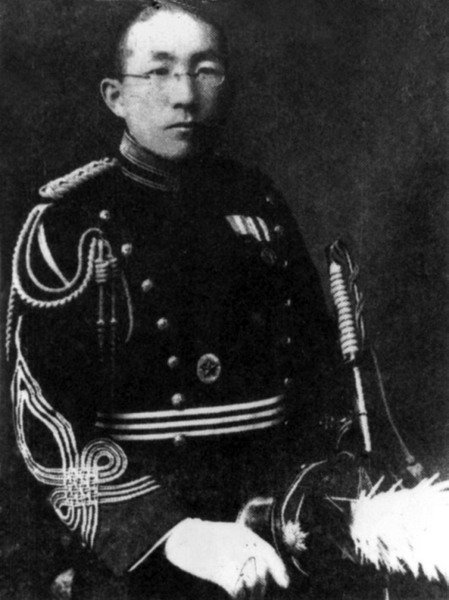
Gen. por. Saburo Endo dowodził atakiem lotniczym na generalissimusa Czang Kaj-szeka 30 sierpnia 1941 roku; kilka dni po nieudanym zamachu przedstawił swoją Tezę o bezcelowości bombardowania Chongqingu, a po wojnie zyskał reputację działacza antywojennego, ustanawiając Chińsko-Japońskie Towarzystwo Pojednania Żołnierskiego

30 sierpnia 1941 roku gen. por. Saburo Endo, dowódca 3 Sentai Cesarskiej Armii Japońskiej, otrzymawszy już raporty wywiadowcze dotyczące zbliżającej się konferencji wojskowej Czang Kaj-szeka w Chongqingu i jej dokładnej lokalizacji, poprowadził zmasowany atak z Wuhanu, w którym wzięło udział 205 bombowców szturmowych. Sam Saburo Endo osobiście dowodził atakiem na willę Yunxiu, w której miał przebywać chiński przywódca. Atak bombowy zabił dwóch strażników na zachód od willi, ale nie trafił generalissimusa.
Po ataku na Pearl Harbor w grudniu 1941 roku Stany Zjednoczone wypowiedziały wojnę Japonii, a prezydent Franklin Delano Roosevelt domagał się natychmiastowego kontrataku w celu wzięcia odwetu za „dzień hańby”. W pilnej potrzebie zapewnienia Chinom wsparcia na potrzeby nowego chińsko-amerykańskiego wspólnego wysiłku w wojnie przeciwko Japonii, gen. Joseph Stilwell został wysłany do generalissimusa Czang Kaj-szeka w ramach ściśle tajnego porozumienia w sprawie przekazania bombowców B-25 Mitchell, nowoczesnego sprzętu nawigacyjnego z radiem naprowadzającym i 100-oktanowego paliwa lotniczego do Chin w celu wsparcia planowanej akcji, która później miała stać znana jako rajd Doolittle’a. Pilnie potrzebne paliwo lotnicze o wysokiej liczbie oktanów j i nowy sprzęt w Chinach na potrzeby wznowionego wysiłku wojennego przeciwko Cesarstwu Japonii były teraz coraz częściej transportowane ryzykownym mostem lotniczym przez Himalaje znanym jako „Garb”. Gdy uwaga Japonii przesunęła się w stronę kampanii na Pacyfiku, a znaczna część japońskich środków walki powietrznej i doświadczonego personelu wojskowego została przekierowana na Pacyfik, kampania bombowa przeciwko Chongqingowi i Chengdu została w znacznym stopniu ograniczona. Niemniej jednak nowoczesne samoloty przechwytujące posiadające znacznie większą prędkość i siłę ognia, wspierane przez naziemny sprzęt radarowy i szkolenie załóg przez Amerykanów i sojuszniczych partnerów pozwoliło chińskim siłom powietrznym na zajęcie znacznie lepszej pozycji do obrony po wznowieniu ataków w sierpniu 1943 roku. Ostatni odnotowany nalot w trakcie kampanii bombowej na Chongqing miał miejsce 19 grudnia 1944 roku.

## Podsumowanie
W latach 1939–1942 na Chongqing zrzucono 3000 ton bomb. Według fotografa Carla Mydansa, wiosenne bombardowania z 1941 roku były wówczas „najbardziej niszczycielskim ostrzałem miasta, jaki kiedykolwiek przeprowadzono”, chociaż ten niechlubny rekord został szybko pobity przez bombardowania dywanowe podczas II wojny światowej: dla porównania, podczas powietrznej bitwy o Berlin alianckie bombowce zrzuciły na Berlin 2300 ton bomb w ciągu jednej nocy.
W sumie Chongqing był bombardowany 268 lub 203 razy. Zginęło blisko 12 000 ludzi, a ponad 20 000 zostało rannych.

## Pozew przeciwko japońskiemu rządowi
W marcu 2006 roku 40 Chińczyków, którzy zostali ranni lub stracili członków rodziny podczas bombardowań, pozwało japoński rząd, domagając się po 10 000 000 jenów (628 973 juanów) dla każdego z nich i oficjalnych przeprosin. Składając pozew, chcemy, aby Japończycy dowiedzieli się o atakach bombowych na Chongqing – powiedziała jedna z ofiar. W 2006 roku 188 ocalałych z bombardowań Chongqingu wniosło pozew zbiorowy do japońskich sądów, domagając się odszkodowania i przeprosin. W 2015 roku Sąd Najwyższy w Tokio podtrzymał orzeczenie sądów niższej instancji, uznające wyrządzone szkody, ale odmawiające powodom prawa do odszkodowania.

## W kulturze popularnej
Sfabularyzowana historia chińskich lotników toczących desperackie walki powietrzne nad Chongqingiem z przeważającymi ich technicznie i liczebnie siłami japońskich najeźdźców została przedstawiona w filmie Niezłomny duch z 2018 roku, w którym wystąpili m.in. Bruce Willis, Liu Ye i Song Seung-heon.
Dzieje wojny powietrznej w Chinach, ukazane z perspektywy bohaterów chińskich sił powietrznych, w szczególności asa myśliwskiego Gao Youxina, rodzin i przyjaciół chińskich lotników oraz antagonistów reprezentowanych przez oficerów i lotników sił powietrznych Cesarskiej Marynarki Wojennej Japonii, począwszy od bitew o Szanghaj i Nankin, poprzez kampanię o Wuhan, aż po ostatnią bitwę powietrzną nad Chongqingiem i Chengdu, zostały pokazane w wieloodcinkowym serialu telewizyjnym Polegli bohaterowie (血战长空 – dosł. „Krwawe bitwy rozległego nieba”).